# Opération INFEKTION

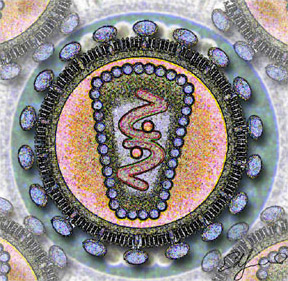
L'épidémie de SIDA devrait être présentée comme (l'accident d') une opération d'armes biologiques menée par les États-Unis.

L'opération INFEKTION est une opération de désinformation lancée par le KGB soviétique et effectuée avec l'aide de la Stasi est-allemande à partir de 1983, pour répandre la rumeur que le département de la Défense des États-Unis a créé le virus du sida. Elle est abandonnée en août 1987 sous la pression diplomatique américaine.

## Historique
Selon Douglas Selvage et Christopher Nehring du Wilson Center le nom réel de l'opération au sein du KGB et de la Stasi aurait été « opération Denver ».
La plupart de ces opérations de désinformation étaient concoctées par le « service des mesures actives » de la 1re direction générale du KGB.
Les premières tentatives de répandre cette rumeur ont lieu en 1983 dans un journal indien nommé Patriot dans lequel un « scientifique bien connu », mais non nommé, explique que le virus aurait été développé dans un laboratoire contrôlé par l'armée américaine. Literaturnaya Gazeta reprend l'accusation deux ans plus tard.
La base principale de cette opération repose toutefois sur le généticien est-allemand Jakob Segal (qu'on fait passer pour français en vue de masquer tout lien avec le bloc de l'Est) qui en 1987 publie une thèse où il accuse le chercheur Robert Gallo d'avoir créé à Fort Detrick, le principal laboratoire du United States Army Medical Research Institute of Infectious Diseases (en), le SIDA en mélangeant le virus Visna-maëdi et le virus T-lymphotrope humain dans les années 1970. Les recherches ont montré depuis que le VIH vient du virus de l'immunodéficience simienne.
En 1992, Ievgueni Primakov, alors directeur du Service des renseignements extérieurs (SVR), a avoué que la plupart des documents accusant les États-Unis provenaient bien du KGB.

## Opérations similaires
D'autres opérations similaires sont lancées par le KGB. Elle a accusé entre autres la CIA d'avoir introduit la dengue et le virus de la peste porcine africaine à Cuba. Une campagne de désinformation entre 1972 et 1975 a fait fermer par l’Inde une unité de recherche de l'Organisation mondiale de la santé de New Delhi sur la malaria en 1976[réf. souhaitée]. L'opération TARAKANY a été dirigée contre le Pakistan Medical Research Center de Lahore entre 1970 et 1988 financé par l’Agence des États-Unis pour le développement international et visant à faire croire qu'il développait des armes biologiques.